# Christophe Barbier (réalisateur)
Cet article concerne le réalisateur. Pour le journaliste, voir Christophe Barbier.
Pour les articles homonymes, voir Barbier.
Christophe Barbier est un réalisateur français.

## Filmographie

### Télévision

#### Séries télévisées
- 2005 : PJ  : Ambitions  (saison 9 épisode 5)
- 2005 : PJ  : Coupable  (saison 9 épisode 7)
- 2005 : PJ  : Parents  (saison 9 épisode 10)
- 2005 : PJ  : Délivrance  (saison 9 épisode 12)
- 2006 : PJ  :  Vol à la une  (saison 10 épisode 2)
- 2006 : PJ  :  Mamans  (saison 10 épisode 4)
- 2008 : RIS police scientifique  :  QI 149  (saison 3 épisode 9)
- 2008 : RIS police scientifique  :  Lumière morte  (saison 3 épisode 10)
- 2008 : RIS police scientifique  :  Trait pour trait  (saison 4 épisode 3)
- 2008 : RIS police scientifique  :  Dernier Acte  (saison 4 épisode 7)
- 2009 : RIS police scientifique  :  Cercueil volant  (saison 4 épisode 13)
- 2009 : RIS police scientifique  :  À l'ombre du paradis  (saison 4 épisode 15)
- 2010 : Joséphine, ange gardien  :  Ennemis jurés  (saison 12 épisode 8)
- 2010 : Section de recherches  :  Les chasseurs  (saison 4 épisode 13)
- 2010 : Section de recherches  :  Le substitut  (saison 4 épisode 14)
- 2011 : Julie Lescaut  :   Sortie de Seine  (saison 20 épisode 2)
- 2011 : Julie Lescaut  :   La Mariée du Pont-Neuf  (saison 20 épisode 3)
- 2012 : Enquêtes réservées : Peste au paradis  (saison 4 épisode 5)
- 2012 : Enquêtes réservées : Au nom du père  (saison 4 épisode 6)
- 2012 : Enquêtes réservées : Piège sur la toile  (saison 4 épisode 7)
- 2012 : Enquêtes réservées : Jules (saison 4 épisode 8)
- 2012 : Enquêtes réservées : Eaux troubles (saison 5 épisode 1)
- 2012 : Enquêtes réservées : La mort n’oublie personne  (saison 5 épisode 2)
- 2012 : Enquêtes réservées : Beauté fatale (saison 5 épisode 3)
- 2012 : Enquêtes réservées : Routards du crime  (saison 5 épisode 4)
- 2013 : Le Bal des secrets (mini-série)
- 2014 : Famille d'accueil  : Amour Interdit (saison 12 épisode 9)
- 2014 : Famille d'accueil  : Sur Le Fil (saison 12 épisode 10)
- 2014 : Famille d'accueil  : Hypersensible (saison 12 épisode 11)
- 2014 : Famille d'accueil  : Fils De ... (saison 12 épisode 12)
- 2015 : Joséphine, ange gardien  :  Légendes d'Armor  (Saison 15 épisode 3)

### Téléfilm
- 2016 : Infiltration